# Brandon Lee (Lied)
Brandon Lee ist ein Lied der Band The 69 Eyes, das die Gruppe 2000 auf ihrem sechsten Album Blessed Be sowie als Single veröffentlichte. 

## Entstehung
Das Stück entstand in der Ausarbeitung des Studioalbums Blessed Be. Den Text schrieb der Sänger Jyrki 69, die Musik Gitarrist Bazie. Neben diesen gehörten zu The 69 Eyes zur Aufnahme des Stücks der Schlagzeuger Jussi 69, der Gitarrist Timo-Timo und der Bassist Archzie. Albumaufnahmen zu Blessed Be fanden von Juli bis August 2000 im Underground Studio in Helsinki statt. Die Produktion, Technik und Abmischung übernahm Johnny Lee Michaels. Der Gitarrist Bazie gab an, dass der Produzent Michaels wesentlich zur Annahme des Stil beigetragen habe. Jyrki 69 hatte zuvor nicht anhaltend tief gesungen. Roadrunner Records und Gaga Goodies Oy veröffentlichten das Stück auf Blessed Be (Katalognummer: RR 8514-2, GOOD 42) und Gaga Goodies Oy als zweite Single (Katalognummer: GOCD 15) des Albums nach Gothic Girl.

## Musik
Das Stück entstand als Teil der dem Geist von Jim Morrison gewidmeten Album-Trilogie Wasting the Dawn, Blessed Be und Paris Kills. Der Stil stand daher im Kontrast zu den vorausgegangenen und späteren Veröffentlichungen der Band und orientierte sich weniger am Garage Rock und Sleaze Rock vorheriger oder späterer Veröffentlichungen. Brandon Lee orientiert sich hingegen am Dark Rock zwischen HIM und Type O Negative. Es wurde im 4/4-Takt und im Grundton A-Dur bei einem Tempo von 140 BpM geschrieben. Das Stück gilt als besonders energiegeladen und einigermaßen tanzbar. Der Gesang von Jyrik 69 wird mit dem Bariton von Elvis Presley, Glenn Danzig und besonders Peter Steele verglichen.

## Text
Jyrki 69 wurde von einem Interview mit Brandon Lee zum Text angeregt. Er sah das letzte Interview mit dem Darsteller als Teil eines Making-of zum Film The Crow – Die Krähe. Die Art in der Brandon Lee darüber sprach, „die kleinen Dinge des Lebens“ zu genießen „und auch wie sehr er sich mit dem Charakter von The Crow und Eric Draven identifiziert“ habe inspirierten den Text.

„Brandon Lee sprach über das Leben im Allgemeinen und darüber, das Leben zu schätzen, zu erkennen, dass jeder Tag einzigartig ist, jeder Sonnenuntergang, jeder Sonnenaufgang einmalig ist und dass wir diese Momente in unserem hektischen, planmäßigen Leben mehr genießen sollten.
Das hat mich sehr beeindruckt und hat mich zu dem Song Brandon Lee inspiriert[.]“

Die Zeile „What would there be beyond the eyes of Brandon Lee?“ schrieb Jyrki 69 in Analogie zu Stücken wie Gary Gilmore’s Eyes und Bette Davis Eyes. Mit der Grundfrage was es hinter den Augen von Brandon Lee geben könnte und geknüpft an Lees Tod während der Dreharbeiten schrieb Jyrki 69 einen Text der mit der Refrainzeile „Victims, aren’t we all?“ direkt den Film zitierend dieses Ikigai-Ideal der Sterblichkeit gegenüberstellt. Dennoch betonte er, dass das Stück allgemeiner sei und nicht von Lee oder The Crow handele. So wurde die Tragödie im wirklichen Leben, im Comic und im Film die Basis des Textes, den Jyrki 69 noch Jahre später als das beste je von The 69 Eyes aufgenommene Stück benannte.

„… Just like the moon does

We rise an’ shine an’ fall 

Over you that I rise an’ shine an’ crawl

Victims, aren’t we all?“

„… genau wie der Mond 

gehen wir auf und scheinen und fallen

Über dir, steige ich auf und scheine und krieche

(Mord)Opfer, sind wir das nicht alle?“

## Video
Tuukka Temonen übernahm die Regie des zugehörigen Musikvideos. Das Video spielt mit visuellen Elementen des Films The Crow – Die Krähe. So spielt die Band auf den Dächern einer nächtlichen Stadt die jener im Film ähnelt. Indes trifft sich ein junges Paar und klettert auf ein Dach. Die in weiß gekleidete Frau stürzt vom Dach und ihr in Leder gekleidete Partner bleibt trauernd zurück. Jyrki 69 tritt Final als Charon-Ähnlicher Begleiter auf und geleitet die Frau davon. 

## Chartplatzierungen
Rückblickend lehnte der Gitarrist die Phase der Album-Trilogie als zu soft ab, dabei markierte Brandon Lee national den größten Erfolge der Band nach dem internationalen Durchbruch der Gruppe mit Gothic Girl. Das Stück wurde im Herbst 2000 herausgebracht und stieg in der 44. KW des Jahres 2000 auf dem 6. Platz in die finnischen Charts ein und hielt sich für 14 Wochen in den finnischen Top 20. Mit dem 2. Platz erreichte das Stück seine Höchstplatzierung in der 48. KW und hielt sich für drei Wochen auf dieser Position.

## Titellisten Singleversion
1. Brandon Lee (Radio Mix): 3:11
2. Brandon Lee: 3:29
3. Brandon Lee (Video): 3:30